# Triumph Adler Alphatronic PC

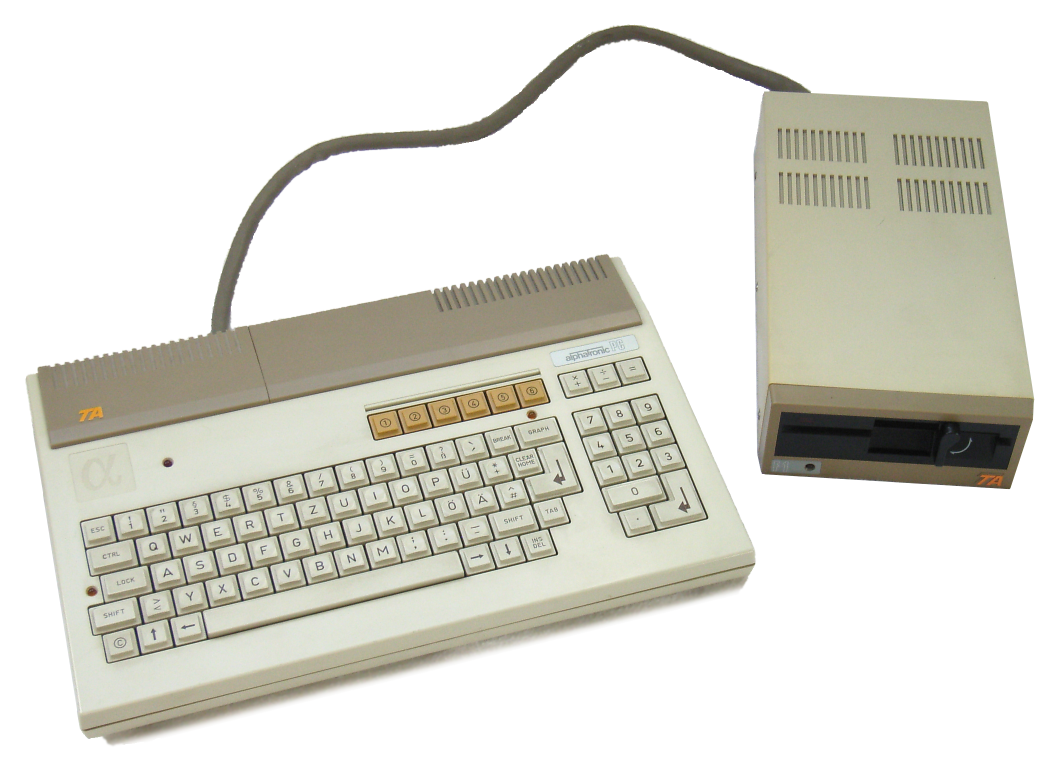
Der TA PC mit Diskettenlaufwerk

Der TA Alphatronic PC ist ein kompakter 8-Bit-Bürocomputer des deutschen Herstellers Triumph-Adler aus dem Jahr 1984. Er ist äußerlich leicht zu verwechseln mit dem 16-Bit-Rechner Alphatronic PC16, unterscheidet sich jedoch durch das orange abgesetzte Gehäuse, das beim PC16 in Braun gehalten ist. Außerdem sind die Tastenkappen der Tastatur beim Alphatronic PC flach und die sechs Funktionstasten in der obersten Reihe ebenfalls in Orange gehalten.

## Historie
Unter dem Namen Alphatronic hatte Triumph-Adler schon eine Zeitlang eine ganze Serie von Computern mit mehr oder minder gutem Erfolg auf den Markt gebracht. Der Alphatronic PC war der erste kompakte Tastaturrechner von TA. Wegen der unzureichenden Verkaufszahlen konzentrierte sich das Unternehmen jedoch bald wieder verstärkt auf das Kerngeschäft mit Schreibmaschinen. Hauptgrund für den schlechten Absatz waren vor allem die alten Vertriebswege: TA lieferte seinerzeit ausschließlich an lizenzierte Generalvertretungen mit Gebietsschutz. So mussten aus Büromaschinenmechanikern Computerexperten werden. Dies gelang nicht vielen, und nur wenige konnten so die Geräte überzeugend verkaufen. Die Computersparte von TA war eher auf Systeme der mittleren Datentechnik spezialisiert und mochte sich nur ungern mit den in dieser Branche nicht ernst genommenen Heimcomputern auseinandersetzen. Viele Geräte des Wettbewerbs konnte man sehr viel günstiger in jedem gut sortierten Kaufhaus oder im Versandhandel erwerben.
Die rasante Entwicklung in diesem Markt sorgte dafür, dass viele Computer von TA technisch bereits überholt waren, bevor sie in Produktion gehen sollten. Einige Modelle verließen daher nicht einmal das Entwicklungsstadium. Auch ein späterer Versuch, mit PCs der Dario-Reihe in dem Markt wieder Fuß zu fassen, misslang. Der Vertrieb von OEM-Geräten des Mutterkonzerns Olivetti kam zu spät. Zudem waren die PCs von TA oft baugleich mit denen von Olivetti, allerdings wesentlich teurer.
Andererseits lernten die Entwickler aus diesen Erfahrungen und brachten die Technik der TA-Computer in die Bildschirmschreibsysteme der sehr erfolgreichen VS- und BSM-Reihe ein. Der Alphatronic jedoch verschwand von der Bildfläche.
TA brachte wenig später noch den Alphatronic PC16 mit Intel-8088-Prozessor und MS-DOS heraus (siehe Hauptartikel). Doch auch dieser war erneut zu teuer und technisch bereits überholt, als er auf den Markt kam.

## Hardware
Der TA PC verwendete als CPU den Zilog Z80. Die Tastatur mit abgesetztem Ziffernblock und sechs Funktionstasten war in das Gehäuse integriert. Mit einem Preis von 1495 DM war er konkurrenzfähig und landete unter den ersten fünf der deutschen Verkaufsstatistik. Er wurde aber vorwiegend als kleiner Bürocomputer eingesetzt, da er keine Pixelgrafik, sondern nur eine Blockgrafik hatte. Anders als die Personalcomputer P1, P2, P3 und P4 wurde der TA PC nicht von Triumph-Adler selbst entwickelt und gebaut, sondern nach TA-Vorgaben in Japan entwickelt und dort zusammengebaut.
Standardmäßig hatte der TA PC 64 KB RAM. Von den 32 KB ROM wurden 24 KB für einen BASIC-Interpreter von Microsoft (Microsoft ROM BASIC V5.11) benötigt.

### Technische Daten
- CPU: Z80 A, 4 MHz
- 64 KB RAM
- 32 KB ROM
- Video-Ausgänge für Farbmonitor, Monochrom-Monitor und TV
- 40×24 / 80×36 Zeichen im Textmodus
- 160×72 Pixel im Grafikmodus (640×288 in 4×4-Blöcken)
- 16 Farben
- Tongenerator
- Ausgang für Kassettenrekorder (Kansas City Standard)
- Ausgang für 5¼-Zoll-Diskettenlaufwerke
- eingebautes Netzteil
- Schreibmaschinentastatur mit separatem Ziffern- und Cursorblock sowie sechs Funktionstasten
- ROM-Schacht für Spiele und Anwendungsprogramme
- serielle Schnittstelle (V.24) Serieller RS232c/V24-Port für Drucker oder Akustikkoppler (die Verwendung von Modems war seinerzeit von der Deutschen Bundespost untersagt)
- parallele Schnittstelle (Centronics)
- Bus-I/O
- Abmessungen (B × T × H): 405 mm × 255 mm × 73 mm
- Gewicht: 3500 Gramm

## Software
Der TA PC konnte mit unterschiedlichen Betriebssystemen arbeiten:
- eingebautes ROM BASIC 5.11 von Microsoft, ohne Zugriff auf Disketten
- von Diskette bootbares Disc-BASIC
- CP/M 2.2 und später 3.0

Durch die Möglichkeit, das Betriebssystem CP/M einzusetzen, konnte auch Standardsoftware wie WordStar, dBASE, Turbo-Pascal oder Multiplan verwendet werden.

## Aufrüstung
Es gab zwei unterschiedliche Diskettenlaufwerke, die auf den 5¼-Zoll-Disketten 320 KB speichern konnten. Das erste Diskettenlaufwerk (F1) enthielt den Controller und wurde direkt mit einem 50-adrigen Kabel an den PC angeschlossen. Dieses Laufwerk kostete rund 1800 DM. Das zweite Laufwerk (F2) wurde an das erste Laufwerk angeschlossen und hatte keinen eigenen Controller. Wegen des fehlenden Controllers war das zweite Laufwerk auch wesentlich günstiger.
Gegen Ende der Produktionszeit wurde von einem Fremdanbieter eine für die damalige Zeit recht leistungsfähige Grafikkarte entwickelt, die zwischen Tastatur und Hauptplatine eingebaut und über einen reservierten Adressraum im oberen RAM-Bereich durch spezielle Befehle angesprochen wurde. Auf diese Weise konnte man die 64-KB-Grenze des Z80 umgehen und zusätzliche 32 KB Videospeicher nutzen.